# Giuseppe Parpagnoli
Giuseppe Parpagnoli (Roma, 1866 – 1941) è stato un sindacalista e politico italiano.

## Biografia
Di professione tipografo, fu il leader sindacale (di tendenza rivoluzionaria) che guidò lo sciopero generale di Roma del 1903. Militante del Partito Socialista Italiano, fu membro della direzione nazionale, in rappresentanza della tendenza intransigente, dal Congresso di Imola del 1902. Nel primo dopoguerra divenne uno dei principali esponenti della Federterra. Nel gennaio 1921 sostenne la corrente dei massimalisti unitari al Congresso di Livorno, venendo eletto in direzione anche in quell'occasione. 
Dopo l'avvento al potere di Benito Mussolini, Parpagnoli fu dapprima in Francia e poi in Argentina, dove divenne uno dei più importanti organizzatori dell'antifascismo fra gli emigrati. A Buenos Aires diede vita a fine 1924 al circolo Giacomo Matteotti, in memoria del parlamentare socialista ucciso il 10 giugno, e divenne uno dei leader del Partito Socialista Argentino.